# 마리아나 팔카
매리애나 펄카(영어: Marianna Palka, 영어 발음: /ˌmæriˈænə/, 1981년 9월 7일 ~ )는 스코틀랜드의 배우, 제작자, 감독, 영화 각본가이다. 2008년 영화 《굿 딕》으로 감독 데뷔했다.

## 작품 목록

### 영화 연출
- 굿 딕 (2008, Good Dick)
- 비치 (2017, Bitch) - 각본 겸임
- Egg (2018)

### 영화 출연
- Forever (2015)
- Slice (2013) - 단편
- The Lion's Mouth Opens (2014) - 본인 (단편 다큐멘터리)
- King of Norway (2013) - 단편
- Restive (2011)
- Spoonful (2011) - 단편
- 네즈 (2010, Neds)
- 컨트랙티드 2 (2015)
- Always Worthy (2015)
- 정장 바지 (2015, Pant Suits) - 단편
- 비치 (2017, Bitch)
- 톰 소여의 모험 (2018)